# Sidney Wolinsky
Sidney Wolinsky é um editor canadense-estadunidense. Sua carreira cinematográfica coleciona mais de trinta trabalhos desde 1983 e já foi indicado nove vezes ao Emmy Award por The Sopranos e Boardwalk Empire.